# Rudi Lochner
Rudi Lochner (* 29. März 1953 in Berchtesgaden) ist ein ehemaliger deutscher Bobfahrer. Zusammen mit Markus Zimmermann wurde er im Zweierbob Weltmeister und Olympiazweiter.
Begonnen hat Rudi Lochner 1982 als Bremser im Viererbob von Peter Hell (deutscher Vizemeister). 1985 wechselte er die Position und wurde als Steuermann zusammen mit seinem Bremser Markus Zimmermann Vierter der deutschen Meisterschaften, 1989 Vizemeister, 1990 schließlich zum ersten Mal deutscher Meister – sowohl im Zweierbob als auch im Viererbob.
1991 in Altenberg errang Lochner zusammen mit Markus Zimmermann den Weltmeistertitel im Zweierbob. Bei den Olympischen Winterspielen 1992 in Albertville verpassten sie nur knapp Gold und gewannen im Zweierbob die Silbermedaille. Bei den zwei Jahre später ausgetragenen Olympischen Winterspielen in Lillehammer (Norwegen) belegte das Team den vierten Platz. Für seine sportlichen Erfolge wurde er mit dem Silbernen Lorbeerblatt ausgezeichnet.
Rudi Lochner ist heute Buchhalter im Elektrofachgeschäft seines Bruders. Er ist der Onkel des Bobfahrers Johannes Lochner.